# Pałac w Wziąchowie Małym
Pałac w Wziąchowie Małym (niem.  Schloss Klein Tschunkawe|Preussenfeld) – zabytkowy pałac w Wziąchowie Małym – wsi w Polsce, w województwie dolnośląskim, w powiecie milickim, w gminie Milicz.

## Historia
W frontonie nad portykiem  znajdowały się dwa herby: Ernsta von Heydebrand und der Lasa (1851-1924, po lewej) oraz jego żony Marie von Dallwitz (1855–1923, po prawej). Pałac w posiadaniu rodziny von Heydebrand und der Lasa był w latach 1844-1945. Obiekt wybudowany w XIX w. jest częścią zespołu pałacowego, w skład którego wchodzą jeszcze: park; cmentarz rodowy z początku XX w.; mauzoleum rodziny von Heydebrand z początku XX w.; pozostałości murowanego ogrodzenia z XIX/XX w.

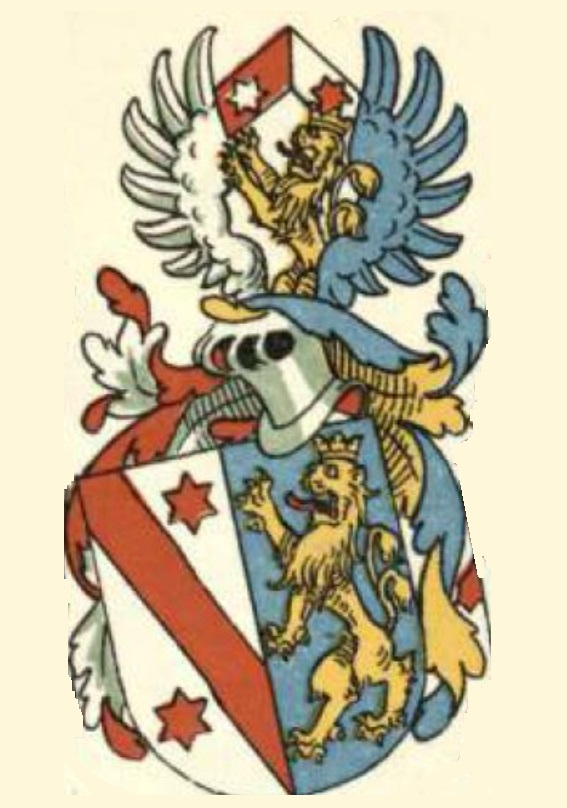
Herb Heydebrand Lasa
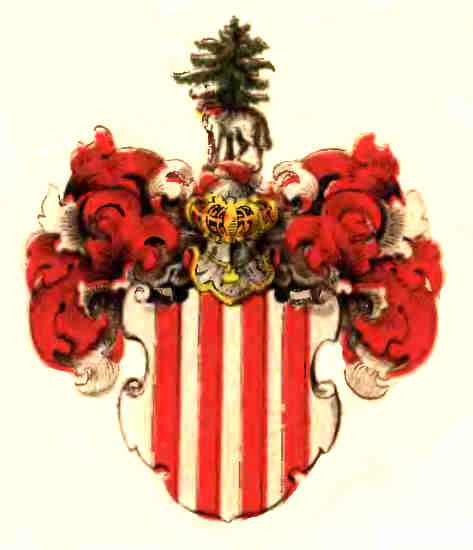
Herb von Dallwitz